# Допш, Альфонс
Альфонс Допш (Alfons Dopsch; 14.06.1868, Богемия — 01.09.1953, Вена) — австрийский историк-медиевист, аграрник. Доктор (1890), профессор Венского университета (1900—1937), член АН Австрии (1909).

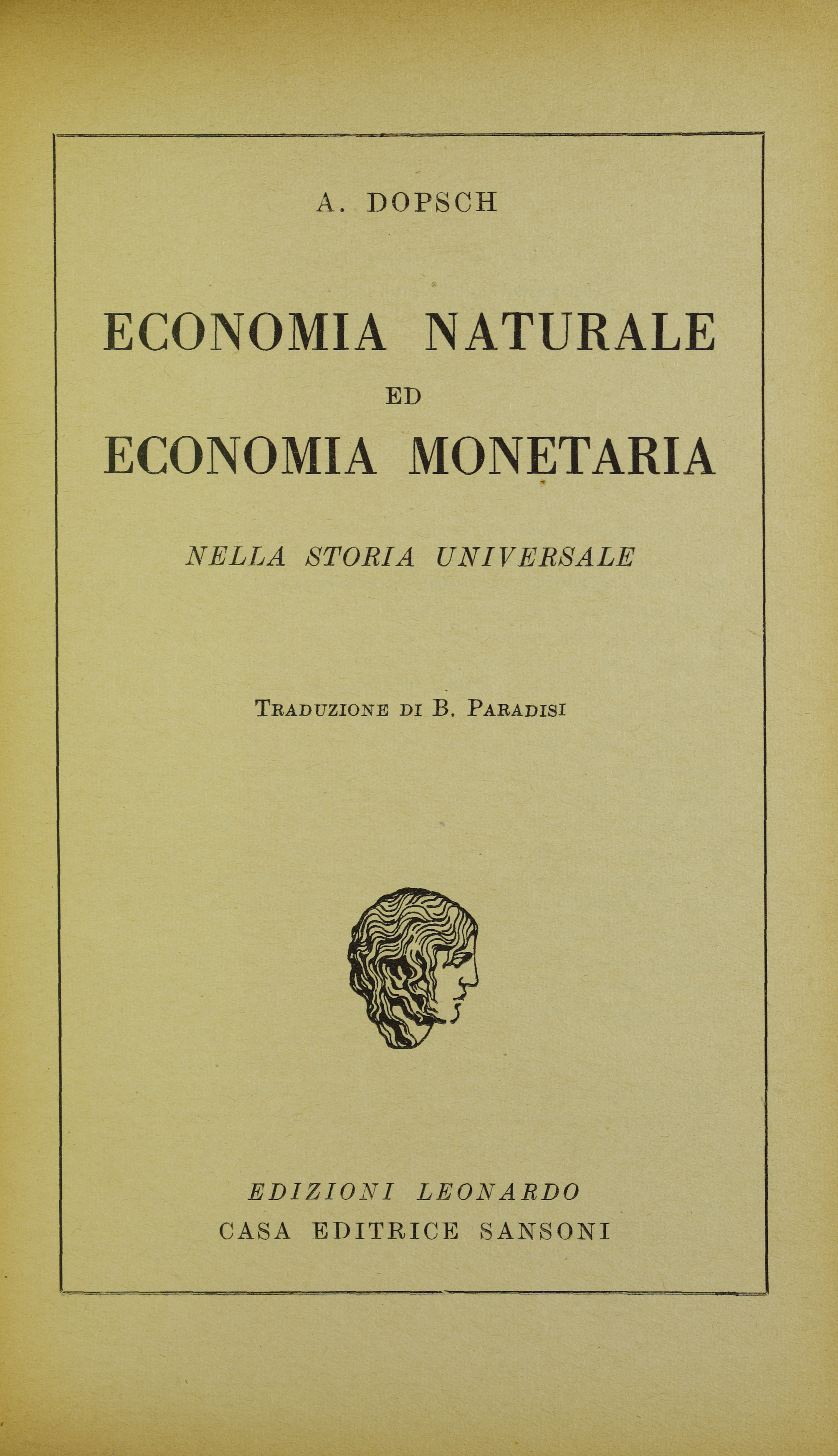
Naturalwirtschaft und Geldwirtschaft in der Weltgeschichte, 1949

С 1886 года учился в Венском университета, где в 1890 году получил докторскую степень. В 1893 году там же хабилитировался. С 1898 года адъюнкт-профессор, в 1900-37 гг. профессор истории альма-матер.
Почётный доктор.
В 1954 году в его память была названа улица.
Е. В. Гутнова вспоминала про А. И. Данилова, участника Великой Отечественной, что тот "в 1945 году оказался в Австрии, где узнал, что старый известный австрийский историк А. Допш, которого он, как и все мы, нещадно ругал в своих статьях как фальсификатора истории, находится в бедственном положении. Александр Иванович нашел его в Вене, снабдил продуктами из своего офицерского пайка, вызвав, вероятно, большое удивление самого Допша…"

## Научный вклад
Как излагает А. В. Хряков: "После окончания Первой мировой войны австрийский медиевист А. Допш, стремясь преодолеть психологический шок от краха 1918 г., воспринимаемого многими не иначе как «Закат Европы», представил свою концепцию европейской истории, где вместо цезур и катастроф господствовали континуитет и преемственность. В своей работе он констатировал наличие разнообразных линий, соединявших Римскую империю с ранне-средневековой Европой. Пытаясь защитить Германию от обвинений в варварстве, повсеместно звучавших в ходе войны, Допш способствовал разрушению прежнего образа примитивного германского варвара якобы разрушившего высокоразвитую римскую культуру. По его мнению, германцы не являлись варварами, они не только не уничтожили античность, но напротив, сохранили многие ее элементы и продлили их существование". 
И. Я. Фроянов отмечал, что Допш "по-новому поставил ряд вопросов социальной и экономической истории Европы на заре Средневековья", хотя и "его теория зарождения капитализма во Франкском государстве, в свое время вызвавшая оживленную дискуссию, была подвергнута во многом справедливой критике". 
БСЭ указывает на его модернизаторство истории и тенденциозность.
«История человечества» ЮНЕСКО (2003) называет его главным сторонником концепции не прерывавшейся преемственности (континуитета) между римской античной и средневековой эпохами (с. 267). Он выступил с возвеличиванием древних германцев вплоть до признаниях их культурного равенства с древними римлянами.
Его советским последователем указывают академика Д. М. Петрушевского.
В своих вышедших в 1928 г. «Очерках из экономической истории средневековой Европы» Петрушевский характеризовал Допша одним «из самых крупных представителей современной исторической науки».